# The Sex Life of the Polyp
The Sex Life of the Polyp – amerykański film z 1928 roku w reżyserii Thomasa Chalmersa.

## Wyróżnienia
| Rok wpisania | National Film Registry |
| ------------ | --- |
| 2007         | Lista filmów budujących dziedzictwo kulturalne USA utworzona przez National Film Preservation Board i przechowywana w Bibliotece Kongresu Stanów Zjednoczonych |